# قميشان
قميشان (بالفارسية: گمیشان) هي مدينة تقع في إيران في غلستان. يقدر عدد سكانها بـ 15,639 نسمة .